# Грабовецький Володимир Васильович
Володи́мир Васи́льович Грабове́цький (24 липня 1928, Печеніжин — 4 грудня 2015, Івано-Франківськ) — український вчений, історик. Доктор історичних наук (1968), професор (1980). Заслужений діяч науки і техніки України (1995), двічі відмінник освіти України (1997, 2000), почесний професор кафедри українознавства Українського державного університету (м. Москва, 2003), почесний доктор Ужгородського національного університету (2005), почесний професор Прикарпатського національного університету імені Василя Стефаника (2007), почесний завідувач кафедри історії України Прикарпатського національного університету імені Василя Стефаника, почесний член 12 наукових і освітньо-громадських товариств, нагороджений 35 урядовими та громадськими і вузівськими почесними грамотами і дипломами. Повний кавалер ордену за «За заслуги».

## Життєпис
Народився 24 липня 1928 року у селищі Печеніжин Коломийського району Івано-Франківської області в сім'ї селянина-ткача, учасника національно-визвольних змагань 1918–1920 років.
Початкову освіту здобув у рідному селі, навчався у Коломийській українській гімназії (1939), малій Духовній семінарії у Львові (1942–1944), у Винниківській середній школі робітничої молоді (1946–1947), закінчив історичний факультет Львівського державного університету імені Івана Франка (1952), після чого вчителював у Винниках.
У Винниках академік Володимир Грабовецький провів найкращі роки життя — юність (1942–1956). Відомий вчений мешкав і навчався тут, а потім працював учителем, завучем, директором Винниківської середньої школи робітничої молоді, вивчав історію Винник, брав участь у місцевих шевченківських вечорах.
З нагоди відзначення 20-річчя з часу створення Винниківського історико-краєзнавчого музею і вагомий внесок в дослідження історії Винник, 7 липня 2011 року В. Грабовецькому було присвоєно звання Почесний громадянин Винників.
Про перебування В. Грабовецького у Винниках згадує відомий винниківчанин пан Ярослав Шпаківський: «Я ж пригадую, коли Грабовецький вперше приїхав у Винники, то привертав увагу своєю колоритністю. Адже він мав вбрання справжнього гуцула, топірець і капелюх із пір'ям. Тому люди відразу ж звертали на нього увагу, а діти репетували із захопленням „Гуцул“! А ще пан Грабовецький мав велике бажання співати у церкві, тому приходив до мого батька додому, щоб опанувати знання дяківства, церковного співу, тощо. Батько терпляче передавав йому своє вміння. Був певний період, коли майбутній академік, заробляючи на кусень хліба, торгував у нашому місті газованою водою. А я, малий хлопчина, допомагав йому в цьому».
Від 1953 року працював старшим науковим співробітником відділу історії України Інституту суспільних наук АН УРСР у Львові.
4 грудня 2015 року тіло померлого Володимира Грабовецького було знайдено біля власного під'їзду. За з'ясуванням поліції пролежало на вулиці близько трьох годин.

## Наукова діяльність
Науково-педагогічна діяльність Грабовецького поділяється на два періоди — львівський та івано-франківський.
22 роки працював у Львові (1953–1975). З 1975 року працює в Прикарпатському національному університеті імені Василя Стефаника, з 1990 сімнадцять років очолював кафедру історії України.
1958 року захистив кандидатську, а 1968 — докторську дисертації. Отримав наукове звання старшого наукового співробітника (1962).
Опублікував понад 1000 наукових і науково-популярних праць, серед яких 45 монографій (зокрема, «Західно-Українські землі в період народно-визвольної війни 1648—1654 рр.» [Архівовано 12 серпня 2020 у Wayback Machine.] — К.: Наукова думка, 1972. — 194 с.), 75 окремих видань, 900 статей з історії України, в тому числі і Прикарпаття, автор шести опублікованих «Нарисів історії Прикарпаття» (1992–1995) та трилогії «Ілюстрована історія Прикарпаття» (2002–2004), дві монографії про життя і творчість та вшанування Маркіяна Шашкевича і Тараса Шевченка (2006–2007).
П'ятдесят років досліджував наукову проблему «Карпатське опришківство XVI—XIX ст.» та життя і діяльність легендарного героя України Олекси Довбуша, видав про нього 150 праць і протягом півстоліття збирав історико-літературно-мистецькі експонати, на базі яких спромігся відкрити Івано-Франківський державний історико-меморіальний музей Олекси Довбуша (1995). Крім того, був ініціатором і організатором встановлення пам'ятника і пам'ятних місць на місці, де народився і загинув народний герой (1971, 1980, 1988), організував музей історії міста Івано-Франківська та музей кафедри історії України в Інституті історії і політології Прикарпатського національного університету імені Василя Стефаника.
Наукові праці друкувалися в ряді країн Європи і Америки. Володимир Грабовецький створив Прикарпатську історичну школу.

## Нагороди та відзнаки
- Україна Орден «За заслуги» І ступеня (12 травня 2015) — За вагомий особистий внесок у розвиток національної освіти, підготовку висококваліфікованих спеціалістів, багаторічну плідну науково-педагогічну діяльність та з нагоди 75-річчя заснування державного вищого навчального закладу «Прикарпатський національний університет імені Василя Стефаника».[2]
- Україна Орден «За заслуги» ІІ ступеня (19 серпня 2008) — За значний особистий внесок у соціально-економічний, культурний розвиток Української держави, вагомі трудові досягнення та з нагоди 17-ї річниці незалежності України.[3]
- Україна Орден «За заслуги» ІІІ ступеня (16 вересня 1998) — За вагомі досягнення в праці, високу професійну майстерність.[4]
- Україна Заслужений діяч науки і техніки України (15 березня 1995) — За значний особистий внесок у розвиток національної освіти, впровадження сучасних форм навчання і виховання молоді.[5]
- СРСР Орден «Знак Пошани» (1989).
- СРСР Медаль «За доблесну працю» (1970).
- СРСР Медаль «Ветеран праці» (1985).[6];
- Україна «Відмінник освіти України» 1997
- Україна «Відмінник освіти України» 2000
- СРСР Медаль Макаренка (1988),
- СРСР срібна медаль з нагоди відзначення тисячоліття християнства в Україні (1988)
- Україна золота медаль з нагоди 2000-ліття Різдва Христового (2000).

Ухвалою Президента АНВШ України від 19 грудня 2004 року за монографію «Ілюстрована історія Прикарпаття» присуджена академіку Володимиру Грабовецькому премія (номінація «Монографія»).
Лауреат премії імені Івана Вагилевича (1991), імені Івана Крип'якевича (1998), імені Василя Стефаника (2001).
Почесний громадянин десяти міст і сіл Прикарпаття та Львівщини за написання монографій з історії цих населених пунктів.

## Вшанування пам'яті
3 червня 2016 року відкрили меморіальну дошку Володимиру Грабовецькому, на фасаді бібліотеки №1 (суч. Центральна міська бібліотека) в Івано-Франківську, де він мешкав останні 40 років свого життя.
Із 2016 року Прикарпатський національний університет імені Василя Стефаника спільно з Івано-Франківською обласною організацією Національної спілки краєзнавців України та Івано-Франківським історико-меморіальним музеєм Олекси Довбуша проводить Всеукраїнську наукову конференцію «Грабовецькі історичні читання». Станом на 2020 рік відбулося три такі заходи (у 2016, 2018, 2020 рр.).
27 квітня 2023 р. його іменем названа вулиця в Калуші (мікрорайон Загір'я).